# Wybory prezydenckie w Polsce w 1990 roku
Wybory prezydenckie w Polsce w 1990 − pierwsze w pełni równe, wolne, powszechne, w głosowaniu tajnym wybory prezydenckie, które odbyły się 25 listopada (I tura) i 9 grudnia (II tura). Wyłoniły prezydenta III Rzeczypospolitej, następcę wybranego przez Zgromadzenie Narodowe Wojciecha Jaruzelskiego − został nim Lech Wałęsa, który w II turze pokonał Stanisława Tymińskiego.

## Geneza
W latach 1922−1933 i 1989 prezydentów Polski wyłaniało Zgromadzenie Narodowe, a w 1947 Sejm. W okresie 1952−1989 PRL urząd prezydenta był zlikwidowany. Na skutek porozumienia przy Okrągłym Stole odtworzono urząd prezydenta. Po wyborach prezydenckich w 1989 prezydentem został Wojciech Jaruzelski.

## Pierwotny termin wyborów
Początkowo wybory miały odbyć się w związku z upływem kadencji urzędującego prezydenta. Z powodu przyjęcia uchwały o skróceniu kadencji prezydenta Wojciecha Jaruzelskiego 2 października marszałek Sejmu zarządził wybory prezydenckie na 25 listopada.

## Ustąpienie Wojciecha Jaruzelskiego
10 kwietnia 1990 Lech Wałęsa zakomunikował Polskiej Agencji Prasowej, że chce ubiegać się o urząd prezydenta. 24 kwietnia została opublikowana ankieta CBOS „Kto na prezydenta”. Premier Tadeusz Mazowiecki uzyskał w niej poparcie 24% respondentów, Bronisław Geremek 19%, Jaruzelski 16,6%, a Wałęsa 16,1%. 26 lipca doszło do spotkania Lecha Wałęsy i Wojciecha Jaruzelskiego. Następnego dnia parlamentarzyści Porozumienia Centrum rozpoczęli zbiórkę podpisów z apelem o dymisję generała Wojciecha Jaruzelskiego. 28 lipca Jaruzelski wyraził gotowość odejścia z urzędu prezydenta. 11 sierpnia Wałęsa zażądał przeprowadzenia wcześniejszych wyborów prezydenckich i parlamentarnych. 18 września doszło do spotkania w Pałacu Prymasowskim, na skutek którego większość polityków biorących udział opowiedziała się za przyspieszeniem wyborów. Dzień później Wojciech Jaruzelski przesłał do marszałka Sejmu Mikołaja Kozakiewicza projekt ustawy konstytucyjnej skracający jego kadencję oraz wprowadzający do porządku konstytucyjnego wybory powszechne prezydenta RP.

## Wybory i ordynacja
21 września Sejm podjął uchwałę o przeprowadzeniu wyborów prezydenckich w grudniu 1990. 27 września Sejm przyjął ustawę o zmianie konstytucji oraz ustawę o wyborze prezydenta. 30 września Senat przyjął obie ustawy bez poprawek, a prezydent podpisał je 1 października. 2 października marszałek sejmu wyznaczył wybory na 25 listopada. Według przyjętej ordynacji wyborczej o urząd prezydenta mógł się ubiegać każdy obywatel polski mający co najmniej 35 lat, korzystający z pełni praw wyborczych do Sejmu, który zbierze co najmniej 100 tysięcy podpisów poparcia. Do wyboru potrzebna była większość ponad 50% głosów. W przypadku nieuzyskania przez żadnego z kandydatów ponad 50% głosów przeprowadzana była II tura wyborów, w której biorą udział dwaj kandydaci z największą liczbą głosów.

## Kandydaci
Wolę kandydowania na stanowisko prezydenta wyraziło 16 osób:
- Roman Bartoszcze – poseł i prezes Polskiego Stronnictwa Ludowego
- Jan Bratoszewski – emerytowany adwokat z Radomia
- Janusz Bryczkowski – prezes Polskiej Partii Zielonych
- Włodzimierz Cimoszewicz – przewodniczący Parlamentarnego Klubu Lewicy Demokratycznej, związany z Socjaldemokracją Rzeczypospolitej Polskiej
- Gabriel Janowski – senator Obywatelskiego Klubu Parlamentarnego i przewodniczący NSZZ „Solidarność” RI
- Janusz Korwin-Mikke – prezes Unii Polityki Realnej
- Tadeusz Mazowiecki – premier, związany z Ruchem Obywatelskim Akcja Demokratyczna i Forum Prawicy Demokratycznej
- Edward Mizikowski – ślusarz z Huty Warszawa
- Leszek Moczulski – przewodniczący Konfederacji Polski Niepodległej
- Kornel Morawiecki – przewodniczący Partii Wolności
- Józef Onoszko – prezes Stowarzyszenia Rozwoju Wyższej Świadomości „Refugium”
- Władysław Siła-Nowicki – prezes Chrześcijańsko-Demokratycznego Stronnictwa Pracy
- Bolesław Tejkowski – przewodniczący Polskiej Wspólnoty Narodowej
- Waldemar Trajdos – były pracownik PZU z Łodzi
- Stanisław Tymiński – przewodniczący Libertariańskiej Partii Kanady
- Lech Wałęsa – przewodniczący NSZZ „Solidarność”, związany z Porozumieniem Centrum

Warunek zebrania 100 tysięcy podpisów potrzebnych do rejestracji spełniło 7 kandydatów, jednak PKW zakwestionowała część podpisów pod kandydaturą Morawieckiego; doliczyła się ich 79 tysięcy, podczas gdy kandydat Partii Wolności oświadczył, że uzbierał ich 102 tysiące. Ostatecznie, w ustawowym terminie (25 października 1990) zarejestrowało się 6 kandydatów: Roman Bartoszcze, Włodzimierz Cimoszewicz, Tadeusz Mazowiecki, Leszek Moczulski, Stanisław Tymiński i Lech Wałęsa.

## Kampania wyborcza
Roman Bartoszcze (1946–2015) – kandydat wystawiony przez Polskie Stronnictwo Ludowe, prezes tej partii. Został kandydatem na prezydenta po zatwierdzeniu przez Radę Naczelną PSL przy 64 głosach za i 13 wstrzymujących się. Przeciwnikami jego wystawienia była część członków dawnego Zjednoczonego Stronnictwa Ludowego. Kandydat posługiwał się kilkoma hasłami wyborczymi: Pamiętaj! Mazowiecki-Wałęsa to program Balcerowicza; Nie ufaj elitom oraz I z zachodem, i ze wschodem, głównie z własnym narodem.
Włodzimierz Cimoszewicz (ur. 1950) – kandydat Socjaldemokracji Rzeczypospolitej Polskiej. Szefem sztabu Włodzimierza Cimoszewicza został Tomasz Nałęcz. Do sztabu należeli ponadto m.in. Danuta Waniek, Leszek Miller, Aleksander Kwaśniewski czy Zbigniew Siemiątkowski. Kandydat posługiwał się kilkoma hasłami wyborczymi: Młodość-Kompetencja-Racjonalizm; Mamy te same kłopoty, pokonajmy je razem; Socjalne bezpieczeństwo, demokracja parlamentarna to Cimoszewicz, Zbyt długo było na lewo, zbyt ostro chce być w prawo czy Rozsądek nad emocjami.
Lech Wałęsa (ur. 1943) – lider NSZZ „Solidarność”, był faworytem kampanii wyborczej, zapowiadał zwycięstwo w I turze. Był bezpartyjny, jego kampanię wyborczą organizowały komitety „Solidarności” i Porozumienia Centrum, a szefem sztabu wyborczego został Jacek Merkel z KLD. Kandydata popierało około 220 instytucji. Kampania Lecha Wałęsy miała charakter wiecowy. Zapowiadał przyspieszenie przemian i złagodzenie planu Balcerowicza, oraz powszechne uwłaszczenie pod hasłem 100 milionów dla każdego. Apelował o aktywność społeczną hasłem: Bierzcie Sprawy w Swoje ręce. Hasło wyborcze kampanii Lecha Wałęsy brzmiało: Jestem mądry Waszą mądrością.
Tadeusz Mazowiecki (1927–2013) – pierwszy kandydat, który zdecydował się na udział w wyborach prezydenckich. Bezpartyjny, wysunęły go Ruch Obywatelski Akcja Demokratyczna i Forum Prawicy Demokratycznej. Jako premier dysponował dostępem do mediów. Nie potrafił wykorzystać możliwości, jakie stwarzało bycie szefem rządu i kontrola nad mediami, ograniczając liczbę publicznych wystąpień i powierzając prowadzenie kampanii osobom znanym, m.in. Henrykowi Woźniakowskiemu czy Aleksandrowi Hallowi. Strategia kandydata była skuteczna w stosunku do środowisk inteligenckich, ale nie dawała szans na pozyskanie szerszego elektoratu. Obóz premiera nie zajmował stanowiska w sprawie oskarżeń o jego żydowskie pochodzenie. Premier skupił się na obronie dokonań rządu w kraju i za granicą, nie potrafił przeciwstawić się atakom konkurentów politycznych, co spowodowało stopniowy spadek poparcia z 45–50% na początku kampanii do 25% pod koniec. Wynik uzyskany w I turze nie pozwolił na udział premiera w II turze wyborów.
Leszek Moczulski (1930–2024) – lider Konfederacji Polski Niepodległej, był jedynym kandydatem opozycji antykomunistycznej niewywodzącej się z „Solidarności”. Kampania wyborcza Leszka Moczulskiego skupiała się na promowaniu własnej osoby oraz partii. Ukazała słabość kadrową KPN, spotęgowaną ograniczeniami finansowymi (369 mln starych złotych) i trzymaniem się wystąpień telewizyjnych.
Stanisław (Stan) Tymiński (ur. 1948) – jedyny niezależny kandydat, mieszkający w Kanadzie. Przewodniczący Libertariańskiej Partii Kanady. Kampania wyborcza kandydata opierała się na wysokich środkach finansowych. Swój polityczny program zawarł w książce pt. Święte psy. Kandydat startował pod hasłem: Wyjdźcie z szeregu. Pierwszy sondaż OBOP dawał Stanisławowi Tymińskiemu 1%. Wzrost poparcia dla kandydata nastąpił po przeprowadzeniu debat telewizyjnych. Kolejne sondaże przeprowadzone 9 i 16 listopada dawały Stanisławowi Tymińskiemu 7 i 12% poparcia. Bezpośrednio przed I turą chęć oddania głosu deklarowało ponad 20% badanych. Program Stanisława Tymińskiego składał się z 21 punktów, które były nawiązaniem do 21 postulatów „Solidarności”.
W pierwszej turze pokonał wszystkich kandydatów poza Lechem Wałęsą i przeszedł do II tury.

## I tura

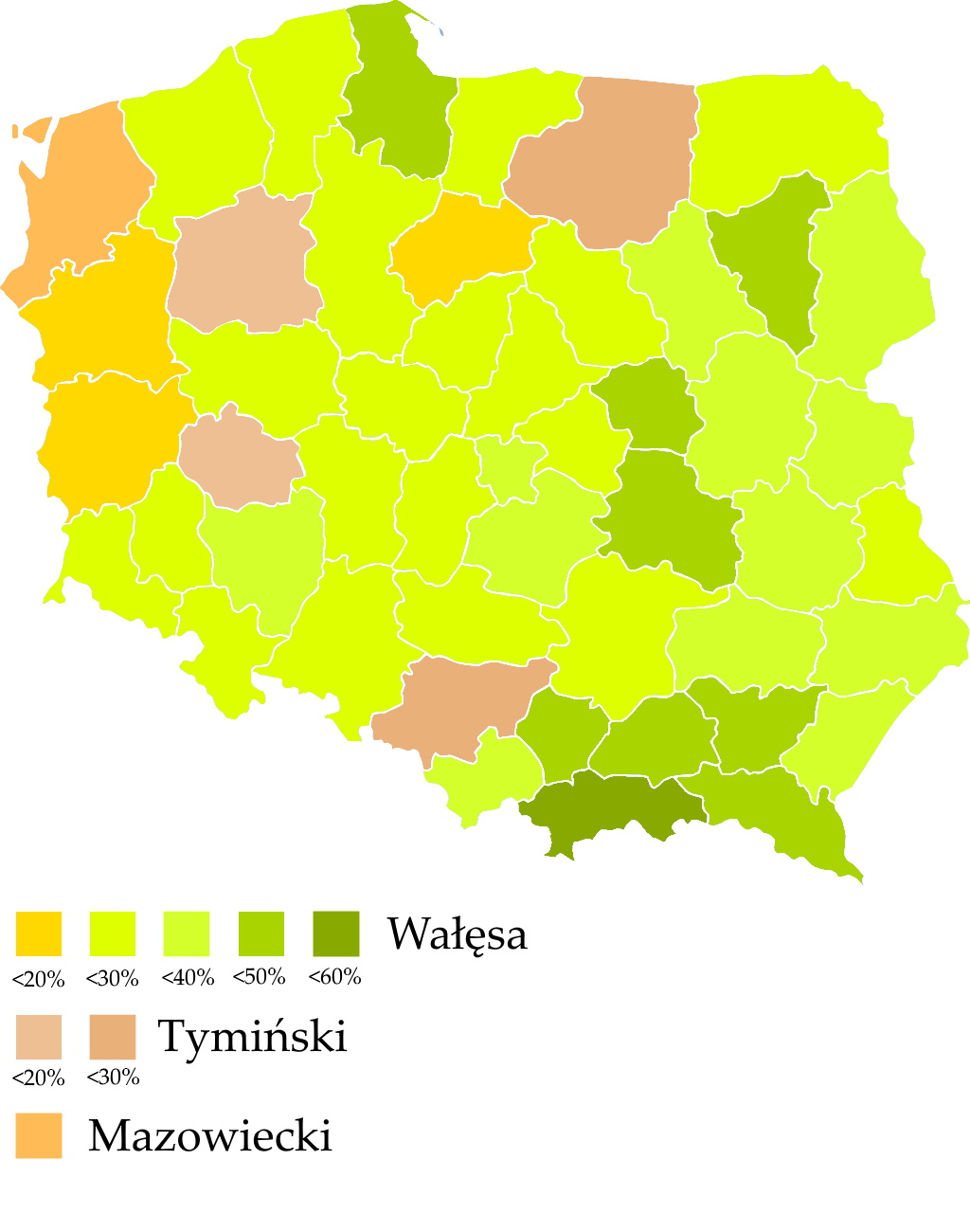
Wyniki I tury wyborów w poszczególnych województwach

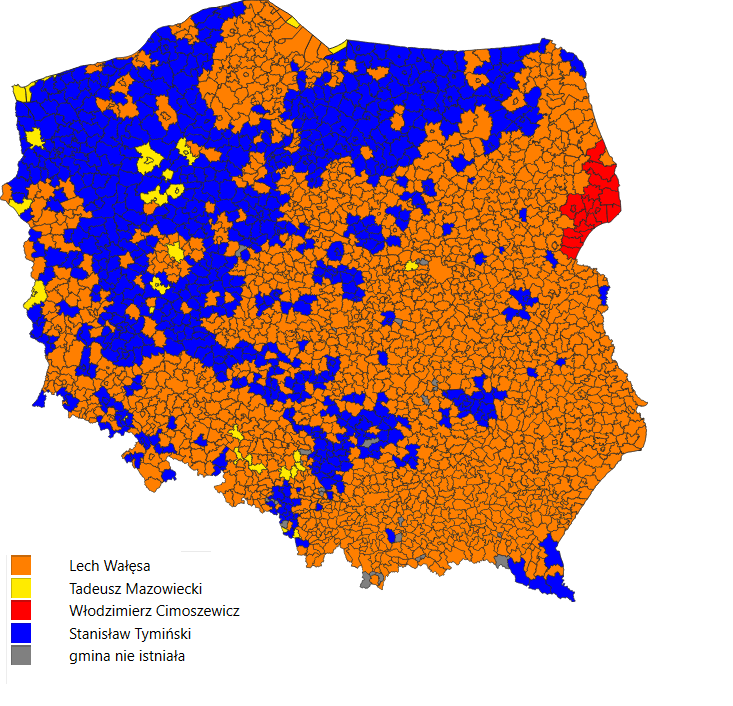
Wyniki I tury wyborów w poszczególnych gminach

Pierwsza tura wyborów prezydenckich odbyła się 25 listopada 1990. Udział w głosowaniu wzięło 16,7 mln obywateli, co stanowiło 60,6% uprawnionych do głosowania. Zwycięzcą pierwszej tury wyborów został Lech Wałęsa. Pomimo zwycięstwa odmówił skomentowania wyników pierwszej tury wyborów.
Najwyższa frekwencja była w Wielkopolsce i Małopolsce, a najniższa w Polsce centralnej i północno-wschodniej. Lecha Wałęsę poparło 39,8% mężczyzn i 36,5% kobiet. Większość wyborców Lecha Wałęsy stanowili ludzie starsi i słabo wykształceni. Geograficznie obszar poparcia pokrywał się zaś z terenami, na których zwycięstwo w 1989 roku odnieśli kandydaci „Solidarności” (Polska południowo-wschodnia oraz wschodnia – z wyłączeniem województwa białostockiego). Wyborcy Wałęsy charakteryzowali się większym poziomem religijności. Wałęsa wygrał aż w 44 województwach, przegrał jedynie w pięciu: szczecińskim, olsztyńskim, katowickim, pilskim i leszczyńskim.
Stanisław Tymiński zdobył drugą pozycję i sensacyjnie wszedł do kolejnej tury wyborów prezydenckich. Wyborcami Tymińskiego byli ludzie w wieku 18–25 lat. Jego elektorat składał się w podobnym stopniu z kobiet, co z mężczyzn. Popierali go przeważnie ludzie z małych i średnich miast. Obszarowo najlepsze wyniki uzyskał na północy i północnym wschodzie Polski. Pokonał Lecha Wałęsę w województwach: olsztyńskim (33,84%:30,65%), leszczyńskim (28,65%:24,76%), katowickim (31,01%:30,99%) i pilskim (26,69%:25,35%). Cieszył się poparciem większej liczby członków dawnej Polskiej Zjednoczonej Partii Robotniczej niż Włodzimierz Cimoszewicz. Głosowała na niego również duża część społeczności litewskiej.
Wyborcami Tadeusza Mazowieckiego było 23,3% kobiet i 18,6% mężczyzn. Charakteryzowali się oni w dużym stopniu wykształceniem wyższym. Premiera poparło 39,7% osób z wykształceniem wyższym i 10,5% osób z wykształceniem podstawowym. Uzyskał on 26,6% głosów w dużych miastach wobec poparcia 7,4% mieszkańców wsi. Najlepsze wyniki uzyskał w województwie warszawskim i województwie krakowskim. W województwie szczecińskim Tadeusz Mazowiecki pokonał Lecha Wałęsę (28,43 do 28,16%). Najmniejsze poparcie uzyskał w Polsce centralnej i środkowo-wschodniej. W następstwie porażki, 26 listopada 1990 premier ogłosił dymisję swojego rządu.
Wynik uzyskany przez Romana Bartoszczego spowodował krytykę ludowców wywodzących się z ZSL. Przeciwnicy zarzucili mu kompromitację PSL w wyborach prezydenckich.
Wynik Leszka Moczulskiego nie miał wpływu na sytuację wewnętrzną w KPN, ponieważ wcześniej przewodniczący doprowadził do usunięcia swoich przeciwników (na czele z Leszkiem Bocianem) z partii.

## II tura

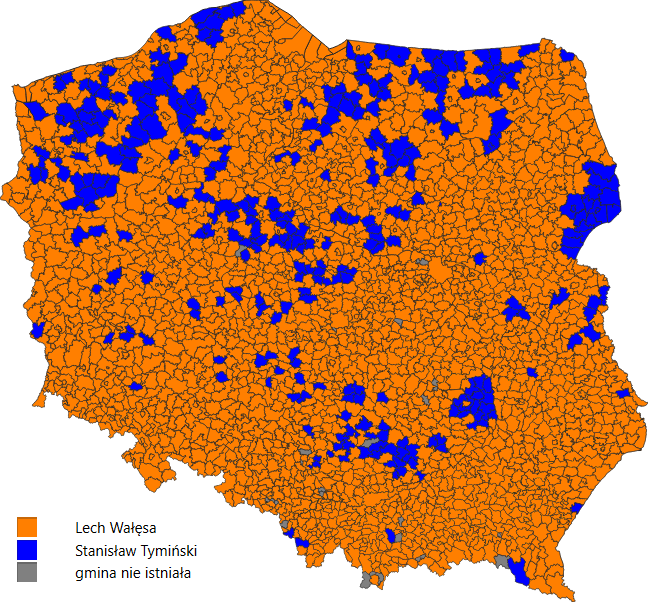
Wyniki II tury wyborów w poszczególnych gminach

Podczas kampanii przed drugą turą wyborów Stanisław Tymiński skupił się na pozyskaniu części elektoratu Tadeusza Mazowieckiego oraz Włodzimierza Cimoszewicza. Wyraził sprzeciw wobec uchwalenia ustawy antyaborcyjnej, zaś potencjalnych wyborców popierających Włodzimierza Cimoszewicza chciał pozyskać wypowiedzią na temat stanu wojennego. Jednocześnie w mediach i prasie toczyła się kampania przeciwko osobie kandydata, któremu zarzucano m.in. pobyty w Libii, niejasne interesy w Peru oraz zwolnienie od służby wojskowej dzięki opinii psychiatry. W efekcie na skutek kampanii wymierzonej w kontrkandydata Lecha Wałęsy, wiele osób nie przyznawało się do zamiaru głosowania na Stanisława Tymińskiego. W polskich mediach był określany m.in. jako: „bezbożnik”, „awanturnik”, „prymitywny szarlatan” i „przestępca z dżungli”.
25 listopada INFAS przeprowadził sondaż, z którego wynikało, że większość wyborców Stanisława Tymińskiego nie przyznawała się do zamiaru oddania na niego głosu. 28 listopada Obywatelski Klub Parlamentarny podjął uchwałę o poparciu w II turze wyborów Lecha Wałęsy. Dwa dni później (30 listopada) opublikowano sondaż OBOP, według którego na Lecha Wałęsę zamierzało głosować 59% wyborców, a na Stanisława Tymińskiego 30%. Tego samego dnia głos w sprawie wyborów zabrali biskupi. W 244. liście wezwali do głosowania na osobę, która popiera wartości chrześcijańskie i zagwarantuje ich utrwalenie. 
1 grudnia Lecha Wałęsę poparła rada założycielska ROAD-u, a dzień później sam Tadeusz Mazowiecki. 4 grudnia poparcie wyraziła Rada Naczelna PSL, a 6 grudnia Konfederacja Polski Niepodległej. Jedynym kandydatem, który nie udzielił poparcia ani Lechowi Wałęsie, ani Stanisławowi Tymińskiemu, był Włodzimierz Cimoszewicz.
1 grudnia doszło do jedynego spotkania kandydatów przed kamerami telewizyjnymi. Spotkanie miało charakter zmasowanego ataku na Stanisława Tymińskiego. Zaatakowany kandydat oświadczył, że ma teczkę z kompromitującymi kontrkandydata materiałami. Lech Wałęsa zażądał ujawnienia materiałów, których konkurent nie ujawnił. Stanisław Tymiński odmówił udziału w planowanej na kolejny dzień debacie i do końca kampanii pojawiał się wyłącznie w audycjach swojego studia wyborczego. Wiece kandydata były zagłuszane przez wyborców Lecha Wałęsy. 3 grudnia w hali gwardii doszło do rękoczynów. 4 grudnia TVP wyemitowała materiał o prywatnym życiu kandydata, z którego wynikało, że głodził własne dzieci i bije żonę.
9 grudnia 1990 zagłosowało 14,65 mln obywateli. Frekwencja wyniosła 53,39% i była niższa niż w pierwszej turze o około 2 mln głosów. 344 tysiące ludzi oddało głosy nieważne. Wybory wygrał Lech Wałęsa, który nie tylko wygrał we wszystkich (49) województwach, ale otrzymał również 10 622 696 głosów (74,25%), gdzie jego konkurent zdobył ich 3 683 098. Spośród wyborców Stanisława Tymińskiego z I tury około 1,3 mln nie zdecydowało się ponownie poprzeć, a 250 tys. zagłosowało na Lecha Wałęsę. Najwięcej wyborców Tymiński stracił w Polsce centralnej i na Śląsku. Częściowo lukę wypełniło 400 tysięcy wyborców głosujących pierwszy raz w II turze wyborów, 44% wyborców Włodzimierza Cimoszewicza, 37% wyborców Romana Bartoszczego, 22,5% wyborców Leszka Moczulskiego i 8,5% wyborców Tadeusza Mazowieckiego.
22 grudnia nowo wybrany prezydent złożył przysięgę przed Zgromadzeniem Narodowym, a następnie na Zamku Królewskim odebrał z rąk Ryszarda Kaczorowskiego przedwojenne insygnia głowy państwa. W uroczystościach nie wziął udziału ustępujący prezydent Jaruzelski.

## Wyniki

### I tura[33]
| Zdjęcie | Imię i nazwisko         | Data i miejsce urodzenia        | Przynależność partyjna i poparcie partii | Głosy     | Procent głosów |
| ------- | ----------------------- | ------------------------------- | --- | --------- | -------------- |
|         | Lech Wałęsa             | 29 września 1943 (47) Popowo    | bezpartyjny (kandydat Porozumienia Centrum, popierany przez Kongres Liberalno-Demokratyczny, Chrześcijańsko-Demokratyczne Stronnictwo Pracy, Polskie Stronnictwo Ludowe „Solidarność”, Polskie Stronnictwo Ludowe Mikołajczykowskie, Chrześcijańską Partię Pracy, Polską Unię Socjaldemokratyczną, Zjednoczenie Chrześcijańsko-Narodowe i Konfederację Polski Niepodległej – Frakcję Demokratyczną) | 6 569 889 | 39,96%         |
|         | Stanisław Tymiński      | 27 stycznia 1948 (42) Pruszków  | Libertariańska Partia Kanady (w Polsce bezpartyjny) | 3 797 605 | 23,10%         |
|         | Tadeusz Mazowiecki      | 18 kwietnia 1927 (63) Płock     | bezpartyjny (kandydat Ruchu Obywatelskiego Akcja Demokratyczna i Forum Prawicy Demokratycznej) | 2 973 364 | 18,08%         |
|         | Włodzimierz Cimoszewicz | 13 września 1950 (40) Warszawa  | bezpartyjny (kandydat Socjaldemokracji Rzeczypospolitej Polskiej) | 1 514 025 | 9,21%          |
|         | Roman Bartoszcze        | 9 grudnia 1946 (43) Jaroszewice | Polskie Stronnictwo Ludowe (popierany przez Stronnictwo Narodowe) | 1 176 175 | 7,15%          |
|         | Leszek Moczulski        | 7 czerwca 1930 (60) Warszawa    | Konfederacja Polski Niepodległej | 411 516   | 2,50%          |

|                  | Lech Wałęsa | Lech Wałęsa | Stanisław Tymiński | Stanisław Tymiński | Tadeusz Mazowiecki | Tadeusz Mazowiecki | Włodzimierz Cimoszewicz | Włodzimierz Cimoszewicz | Roman Bartoszcze | Roman Bartoszcze | Leszek Moczulski | Leszek Moczulski | Frekwencja | Frekwencja |
| Województwo      | #           | %           | #                  | %                  | #                  | %                  | #                       | %                       | #                | %                | #                | %                | #          | %          |
| ---------------- | ----------- | ----------- | ------------------ | ------------------ | ------------------ | ------------------ | ----------------------- | ----------------------- | ---------------- | ---------------- | ---------------- | ---------------- | ---------- | ---------- |
| bialskopodlaskie | 52 282      | 41,47%      | 26 063             | 20,69%             | 8 509              | 6,75%              | 12 694                  | 10,08%                  | 23 410           | 18,58%           | 3 034            | 2,41%            | 128 597    | 59,64%     |
| białostockie     | 127 538     | 42,50%      | 36 046             | 12,01%             | 38 948             | 12,98%             | 81 581                  | 27,18%                  | 11 703           | 3,90%            | 4 302            | 1,43%            | 304 822    | 60,95%     |
| bielskie         | 185 832     | 45,08%      | 88 756             | 21,53%             | 81 447             | 19,76%             | 28 116                  | 6,82%                   | 16 156           | 3,92%            | 11 904           | 2,89%            | 418 863    | 66,44%     |
| bydgoskie        | 156 971     | 31,13%      | 139 964            | 27,75%             | 93 102             | 18,46%             | 65 339                  | 12,96%                  | 35 587           | 7,06%            | 13 333           | 2,64%            | 511 426    | 64,91%     |
| chełmskie        | 39 427      | 39,66%      | 21 137             | 21,26%             | 7 316              | 7,36%              | 12 753                  | 12,83%                  | 15 822           | 15,92%           | 2 960            | 2,98%            | 101 423    | 58,00%     |
| ciechanowskie    | 62 022      | 36,19%      | 55 698             | 32,50%             | 11 657             | 6,80%              | 17 549                  | 10,24%                  | 21 655           | 12,63%           | 2 809            | 1,64%            | 174 872    | 57,67%     |
| częstochowskie   | 129 514     | 37,23%      | 111 135            | 31,95%             | 48 631             | 13,98%             | 25 045                  | 7,20%                   | 22 514           | 6,47%            | 11 035           | 3,17%            | 353 503    | 62,57%     |
| elbląskie        | 61 021      | 31,66%      | 60 315             | 31,29%             | 32 995             | 17,12%             | 19 632                  | 10,19%                  | 14 317           | 7,43%            | 4 471            | 2,32%            | 195 531    | 59,52%     |
| gdańskie         | 336 893     | 52,28%      | 92 965             | 14,43%             | 142 382            | 22,09%             | 38 454                  | 5,97%                   | 19 031           | 2,95%            | 14 721           | 2,28%            | 652 487    | 63,23%     |
| gorzowskie       | 60 605      | 29,79%      | 54 423             | 26,75%             | 46 027             | 22,63%             | 24 394                  | 11,99%                  | 13 294           | 6,54%            | 4 671            | 2,30%            | 206 749    | 59,86%     |
| jeleniogórskie   | 75 148      | 34,17%      | 60 760             | 27,63%             | 47 264             | 21,49%             | 21 851                  | 9,94%                   | 8 907            | 4,05%            | 5 695            | 2,59%            | 223 073    | 60,44%     |
| kaliskie         | 101 245     | 31,43%      | 87 936             | 27,30%             | 54 180             | 16,82%             | 36 296                  | 11,27%                  | 35 514           | 11,03%           | 6 929            | 2,15%            | 328 596    | 65,56%     |
| katowickie       | 505 891     | 30,99%      | 507 737            | 31,10%             | 398 627            | 24,42%             | 126 869                 | 7,77%                   | 31 294           | 1,92%            | 62 144           | 3,81%            | 1 653 252  | 57,35%     |
| kieleckie        | 159 472     | 34,40%      | 121 537            | 26,22%             | 50 855             | 10,97%             | 51 542                  | 11,12%                  | 68 231           | 14,72%           | 11 889           | 2,56%            | 471 818    | 57,72%     |
| konińskie        | 72 753      | 37,60%      | 53 835             | 27,82%             | 17 980             | 9,29%              | 19 606                  | 10,13%                  | 25 389           | 13,12%           | 3 928            | 2,03%            | 197 597    | 60,33%     |
| koszalińskie     | 65 093      | 31,04%      | 60 344             | 28,78%             | 42 259             | 20,15%             | 22 809                  | 10,88%                  | 14 244           | 6,79%            | 4 935            | 2,35%            | 212 909    | 59,08%     |
| krakowskie       | 279 192     | 51,16%      | 55 028             | 10,08%             | 138 548            | 25,39%             | 29 129                  | 5,34%                   | 27 204           | 4,99%            | 16 588           | 3,04%            | 553 360    | 60,34%     |
| krośnieńskie     | 107 217     | 50,84%      | 45 066             | 21,37%             | 20 843             | 9,88%              | 13 395                  | 6,35%                   | 18 792           | 8,91%            | 5 581            | 2,65%            | 215 345    | 63,59%     |
| legnickie        | 69 695      | 33,03%      | 68 280             | 32,36%             | 39 269             | 18,61%             | 17 407                  | 8,25%                   | 11 241           | 5,33%            | 5 093            | 2,41%            | 213 672    | 61,11%     |
| leszczyńskie     | 43 702      | 24,76%      | 50 560             | 28,65%             | 35 652             | 20,20%             | 20 999                  | 11,90%                  | 21 951           | 12,44%           | 3 607            | 2,04%            | 180 145    | 67,79%     |
| lubelskie        | 197 696     | 46,65%      | 74 559             | 17,60%             | 49 087             | 11,58%             | 39 274                  | 9,27%                   | 50 392           | 11,89%           | 12 742           | 3,01%            | 430 191    | 58,47%     |
| łomżyńskie       | 71 263      | 50,64%      | 35 792             | 25,43%             | 9 367              | 6,66%              | 9 410                   | 6,69%                   | 12 294           | 8,74%            | 2 597            | 1,85%            | 143 511    | 59,29%     |
| łódzkie          | 233 992     | 43,57%      | 112 805            | 21,00%             | 105 606            | 19,66%             | 59 878                  | 11,15%                  | 11 045           | 2,05%            | 13 745           | 2,60%            | 543 442    | 58,76%     |
| nowosądeckie     | 181 783     | 62,29%      | 32 919             | 11,28%             | 36 989             | 12,68%             | 12 448                  | 4,27%                   | 20 791           | 7,12%            | 6 880            | 2,36%            | 299 202    | 63,39%     |
| olsztyńskie      | 92 944      | 30,63%      | 102 684            | 33,84%             | 45 279             | 14,92%             | 34 570                  | 11,39%                  | 20 966           | 6,91%            | 6 930            | 2,28%            | 307 981    | 59,94%     |
| opolskie         | 140 073     | 37,53%      | 79 064             | 21,19%             | 89 437             | 23,97%             | 30 618                  | 8,20%                   | 23 432           | 6,28%            | 10 560           | 2,83%            | 381 093    | 53,28%     |
| ostrołęckie      | 70 353      | 44,70%      | 48 092             | 30,56%             | 9 743              | 6,19%              | 11 790                  | 7,49%                   | 14 955           | 9,50%            | 2 456            | 1,56%            | 160 727    | 58,48%     |
| pilskie          | 53 725      | 25,24%      | 56 799             | 26,69%             | 47 236             | 22,19%             | 27 662                  | 13,00%                  | 22 004           | 10,34%           | 5 416            | 2,54%            | 217 158    | 66,16%     |
| piotrkowskie     | 115 914     | 43,47%      | 66 287             | 24,86%             | 24 931             | 9,35%              | 24 038                  | 9,01%                   | 29 057           | 10,90%           | 6 431            | 2,41%            | 271 662    | 59,04%     |
| płockie          | 76 614      | 35,55%      | 72 649             | 33,71%             | 20 244             | 9,39%              | 20 170                  | 9,36%                   | 21 839           | 10,13%           | 4 005            | 1,86%            | 219 346    | 59,25%     |
| poznańskie       | 197 630     | 32,21%      | 129 252            | 21,06%             | 181 136            | 29,52%             | 60 490                  | 9,86%                   | 31 902           | 5,20%            | 13 181           | 2,15%            | 662 620    | 68,59%     |
| przemyskie       | 81 624      | 48,17%      | 28 372             | 16,74%             | 17 667             | 10,43%             | 10 992                  | 6,49%                   | 26 999           | 15,93%           | 3 791            | 2,24%            | 173 296    | 61,24%     |
| radomskie        | 152 944     | 50,54%      | 54 236             | 17,92%             | 23 905             | 7,90%              | 27 348                  | 9,04%                   | 37 999           | 12,56%           | 6 180            | 2,04%            | 308 171    | 58,35%     |
| rzeszowskie      | 173 174     | 54,89%      | 57 114             | 18,10%             | 31 823             | 10,09%             | 18 144                  | 5,75%                   | 27 056           | 8,58%            | 8 162            | 2,59%            | 321 604    | 65,43%     |
| siedleckie       | 121 738     | 46,05%      | 67 360             | 25,48%             | 14 581             | 5,52%              | 17 616                  | 6,66%                   | 39 005           | 14,76%           | 4 048            | 1,53%            | 269 980    | 59,09%     |
| sieradzkie       | 59 523      | 33,87%      | 51 317             | 29,20%             | 16 144             | 9,18%              | 17 923                  | 10,20%                  | 27 278           | 15,52%           | 3 580            | 2,04%            | 178 951    | 60,82%     |
| skierniewickie   | 69 464      | 41,03%      | 47 148             | 27,85%             | 15 226             | 8,99%              | 13 659                  | 8,07%                   | 20 390           | 12,05%           | 3 392            | 2,00%            | 172 273    | 56,54%     |
| słupskie         | 49 230      | 30,36%      | 47 055             | 29,02%             | 31 426             | 19,38%             | 18 063                  | 11,14%                  | 12 465           | 7,69%            | 3 919            | 2,42%            | 164 513    | 58,37%     |
| suwalskie        | 65 759      | 37,50%      | 50 918             | 29,04%             | 19 165             | 10,93%             | 19 738                  | 11,26%                  | 15 418           | 8,79%            | 4 345            | 2,48%            | 178 247    | 55,52%     |
| szczecińskie     | 116 800     | 28,16%      | 105 900            | 25,53%             | 117 949            | 28,43%             | 40 950                  | 9,87%                   | 17 528           | 4,23%            | 15 689           | 3,78%            | 420 358    | 59,66%     |
| tarnobrzeskie    | 108 572     | 44,81%      | 60 424             | 24,94%             | 16 819             | 6,94%              | 18 329                  | 7,56%                   | 32 523           | 13,42%           | 5 652            | 2,33%            | 247 946    | 59,54%     |
| tarnowskie       | 149 958     | 53,09%      | 35 320             | 12,50%             | 40 379             | 14,29%             | 13 095                  | 4,64%                   | 36 323           | 12,86%           | 7 395            | 2,62%            | 289 500    | 63,47%     |
| toruńskie        | 82 818      | 29,34%      | 76 516             | 27,11%             | 54 443             | 19,29%             | 29 038                  | 10,29%                  | 22 971           | 8,14%            | 6 488            | 2,30%            | 286 002    | 60,56%     |
| wałbrzyskie      | 107 837     | 33,95%      | 95 839             | 30,17%             | 61 449             | 19,34%             | 31 413                  | 9,89%                   | 13 212           | 4,16%            | 7 920            | 2,49%            | 321 802    | 59,76%     |
| warszawskie      | 651 947     | 50,67%      | 162 761            | 12,65%             | 321 571            | 24,99%             | 108 593                 | 8,44%                   | 21 148           | 1,64%            | 20 632           | 1,60%            | 1 296 644  | 64,28%     |
| włocławskie      | 59 274      | 33,87%      | 43 810             | 25,03%             | 18 621             | 10,64%             | 24 967                  | 14,27%                  | 24 310           | 13,89%           | 4 037            | 2,31%            | 178 032    | 57,33%     |
| wrocławskie      | 209 984     | 42,14%      | 101 738            | 20,42%             | 118 987            | 23,88%             | 36 444                  | 7,31%                   | 20 835           | 4,18%            | 10 314           | 2,07%            | 503 886    | 60,28%     |
| zamojskie        | 94 896      | 45,52%      | 32 198             | 15,44%             | 10 568             | 5,07%              | 16 669                  | 8,00%                   | 49 483           | 23,74%           | 4 659            | 2,23%            | 212 700    | 60,23%     |
| zielonogórskie   | 80 527      | 29,08%      | 71 092             | 25,68%             | 66 995             | 24,20%             | 35 236                  | 12,73%                  | 16 299           | 5,89%            | 6 741            | 2,43%            | 281 575    | 61,03%     |
| Polska           | 6 569 889   | 39,96%      | 3 797 605          | 23,10%             | 2 973 364          | 18,08%             | 1 514 025               | 9,21%                   | 1 176 175        | 7,15%            | 411 516          | 2,50%            | 16 702 000 | 60,63%     |

### II tura[34]
| Zdjęcie | Imię i nazwisko    | Przynależność partyjna / Partia wystawiająca kandydata | Partie udzielające poparcia jedynie w II turze                                                                                   | Kandydaci z pierwszej tury deklarujący poparcie        | Głosy      | Procent głosów |
| ------- | ------------------ | ------------------------------------------------------ | --- | ------------------------------------------------------ | ---------- | -------------- |
|         | Lech Wałęsa        | bezpartyjny, kandydat Porozumienia Centrum             | Ruch Obywatelski Akcja Demokratyczna, Forum Prawicy Demokratycznej, Polskie Stronnictwo Ludowe, Konfederacja Polski Niepodległej | Tadeusz Mazowiecki, Roman Bartoszcze, Leszek Moczulski | 10 622 696 | 74,25%         |
|         | Stanisław Tymiński | Libertariańska Partia Kanady, kandydat niezależny      | |                                                        | 3 683 098  | 25,75%         |

| Województwo    | Lech Wałęsa      | Lech Wałęsa | Stanisław Tymiński | Stanisław Tymiński | Frekwencja | Frekwencja |        |   |
| Województwo    | #                | %           | #                  | %                  | Frekwencja | Frekwencja | #      | % |
| -------------- | ---------------- | ----------- | ------------------ | ------------------ | ---------- | ---------- | ------ | - |
| Województwo    | bialskopodlaskie | 80 104      | 69,30%             | 35 482             | 30,70%     | 118 082    | 54,78% |   |
| białostockie   | 188 571          | 70,15%      | 80 227             | 29,85%             | 274 946    | 54,92%     |        |   |
| bielskie       | 305 052          | 82,83%      | 63 246             | 17,17%             | 377 061    | 59,79%     |        |   |
| bydgoskie      | 275 401          | 64,79%      | 149 691            | 35,21%             | 437 758    | 55,50%     |        |   |
| chełmskie      | 56 915           | 64,36%      | 31 514             | 35,64%             | 90 761     | 51,84%     |        |   |
| ciechanowskie  | 90 872           | 58,90%      | 63 413             | 41,10%             | 158 171    | 59,64%     |        |   |
| częstochowskie | 204 654          | 69,62%      | 89 308             | 30,38%             | 300 790    | 53,13%     |        |   |
| elbląskie      | 102 564          | 64,24%      | 57 094             | 35,76%             | 163 919    | 49,82%     |        |   |
| gdańskie       | 516 061          | 87,38%      | 74 502             | 12,62%             | 603 571    | 58,64%     |        |   |
| gorzowskie     | 103 823          | 62,67%      | 61 854             | 37,33%             | 170 389    | 49,26%     |        |   |
| jeleniogórskie | 129 956          | 71,31%      | 52 294             | 28,69%             | 186 722    | 50,50%     |        |   |
| kaliskie       | 181 833          | 65,68%      | 95 014             | 34,32%             | 286 182    | 57,01%     |        |   |
| katowickie     | 956 837          | 72,29%      | 366 854            | 27,71%             | 1 354 201  | 46,84%     |        |   |
| kieleckie      | 262 315          | 64,33%      | 145 431            | 35,67%             | 417,763    | 51,11%     |        |   |
| konińskie      | 104 773          | 61,43%      | 65 796             | 38,57%             | 175 502    | 53,40%     |        |   |
| koszalińskie   | 108 560          | 62,51%      | 65 107             | 37,49%             | 178 432    | 49,43%     |        |   |
| krakowskie     | 476 313          | 90,20%      | 51 776             | 9,80%              | 536 484    | 58,47%     |        |   |
| krośnieńskie   | 160 548          | 80,61%      | 38 621             | 19,39%             | 203 382    | 60,04%     |        |   |
| legnickie      | 121 855          | 69,37%      | 53 804             | 30,63%             | 179 582    | 51,07%     |        |   |
| leszczyńskie   | 89 871           | 61,17%      | 57 046             | 38,83%             | 153 033    | 57,56%     |        |   |
| lubelskie      | 295 261          | 76,74%      | 89 482             | 23,26%             | 392 638    | 53,25%     |        |   |
| łomżyńskie     | 99 297           | 75,23%      | 32 700             | 24,77%             | 135 115    | 55,77%     |        |   |
| łódzkie        | 355 954          | 79,27%      | 93 066             | 20,73%             | 459 352    | 49,54%     |        |   |
| nowosądeckie   | 275 564          | 90,87%      | 27 690             | 9,13%              | 309 255    | 65,24%     |        |   |
| olsztyńskie    | 149 930          | 59,02%      | 104 013            | 40,98%             | 260 642    | 50,71%     |        |   |
| opolskie       | 256 800          | 79,11%      | 67 827             | 20,89%             | 332 975    | 46,47%     |        |   |
| ostrołęckie    | 101 552          | 69,84%      | 43 858             | 30,16%             | 149 211    | 54,22%     |        |   |
| pilskie        | 107 838          | 61,50%      | 67 680             | 37,50%             | 182 875    | 55,67%     |        |   |
| piotrkowskie   | 169 357          | 72,27%      | 64 969             | 27,73%             | 240 005    | 52,12%     |        |   |
| płockie        | 112 838          | 59,10%      | 78 014             | 40,90%             | 195 468    | 52,74%     |        |   |
| poznańskie     | 382 219          | 74,63%      | 129 938            | 25,37%             | 528 198    | 54,59%     |        |   |
| przemyskie     | 130 479          | 79,68%      | 33 267             | 20,32%             | 167 204    | 59,15%     |        |   |
| radomskie      | 220 865          | 77,94%      | 62 504             | 22,06%             | 289 628    | 54,76%     |        |   |
| rzeszowskie    | 258 060          | 85,72%      | 42 988             | 14,28%             | 307 736    | 62,54%     |        |   |
| siedleckie     | 177 957          | 72,88%      | 66 208             | 27,12%             | 250 088    | 54,68%     |        |   |
| sieradzkie     | 91 549           | 60,30%      | 60 266             | 39,70%             | 156 131    | 53,07%     |        |   |
| skierniewickie | 102 184          | 69,28%      | 45 316             | 30,72%             | 150 903    | 49,52%     |        |   |
| słupskie       | 84 707           | 63,07%      | 49 595             | 36,93%             | 138 066    | 48,83%     |        |   |
| suwalskie      | 99 102           | 63,15%      | 57 820             | 36,85%             | 160 537    | 49,91%     |        |   |
| szczecińskie   | 219 562          | 66,68%      | 109 729            | 33,32%             | 337 521    | 59,64%     |        |   |
| tarnobrzeskie  | 157 460          | 70,24%      | 66 721             | 29,76%             | 229 101    | 55,15%     |        |   |
| tarnowskie     | 248 366          | 89,13%      | 30 277             | 10,87%             | 284 546    | 62,24%     |        |   |
| toruńskie      | 160 867          | 67,84%      | 76 269             | 32,16%             | 243 055    | 51,28%     |        |   |
| wałbrzyskie    | 187 643          | 70,53%      | 78 410             | 29,47%             | 271 734    | 50,39%     |        |   |
| warszawskie    | 913 625          | 86,87%      | 138 106            | 13,13%             | 1 072 542  | 57,02%     |        |   |
| włocławskie    | 92 783           | 59,33%      | 63 609             | 40,67%             | 160 203    | 51,42%     |        |   |
| wrocławskie    | 364 119          | 82,72%      | 76 142             | 17,28%             | 448 912    | 53,63%     |        |   |
| zamojskie      | 143 161          | 72,95%      | 53 090             | 27,05%             | 200 474    | 56,76%     |        |   |
| zielonogórskie | 146 919          | 66,06%      | 75 470             | 33,94%             | 229 191    | 49,65%     |        |   |
| Polska         | 10 622 696       | 74,25%      | 3 683 098          | 25,75%             | 14 650 037 | 53,40%     |        |   |

## Kultura masowa
Wybory prezydenckie w 1990 są tłem w polskim filmie sensacyjnym pt. Gracze z 1995 w reżyserii Ryszarda Bugajskiego. W obrazie pojawiają się autentyczne sceny z kampanii wyborczej i kandydaci na urząd prezydenta.